# داود الراعی
داود الراعی یا الروحی(عبری: דוד אלרואי) متولد سال ۱۱۶۰ میلادی یک یهودی بود که ادعای مسیح بودن نمود. او تورات و تلمود را تحت نظر حیسدای که رأس جالوت زمانه بود و علی رئیس آکادمی بغداد آموخته بود. او همچنین به متون اسلامی نیز تسلط داشت و به عنوان متخصص در سحر نیز شناخته می‌شد.

## زندگی‌نامه
در زمان راعی خلیفه در وضعیت بغرنجی بود. جنگهای صلیبی قدرت سلطان را در آسیا و ایران تضعیف کرده بود. خانهای محلی ایالتهای خودمختار ایجاد کرده بودند و مالیاتهای سنگینی از تمامی مردان بالای ۱۵ سال گرفته می‌شد.
راعی در این زمان یک جنبش مسیحایی علیه سلطان سلجوقی مکتفی شروع کرد و یهودیان را به پشتیبانی از خود و حرکت به سمت اورشلیم فراخواند تا در آنجا پادشاه یهود شده و آنها را آزاد کند. راعی به شهرهای زیادی نامه فرستاد و آنان را به پیروی دعوت کرد. نام اصلی او مناخیم بن سلیمان بود ولیکن او نام داود الراعی (به معنی برانگیخته شده) را قبل از ادعای مسیح بودن برگزید.
او به دلیل تبحر در علوم خفیه و سحر پیروان زیادی پیدا کرد. او نقشه‌ای برای حمله به قلعه شهر خود احمدیه تهیه کرد و به پیروانش گفت که سلاحهای خود را زیر لباسشان مخفی کنند و بگویند که برای مطالعه تلمود آمده‌اند.
ادامه زندگی او به صورت کامل مشخص نیست ولیکن به صورت کلی اینگونه فرض می‌شود که نهضت او شکست خورد و او اعدام گردید.

## روایتبنیامین تطیلی
بنیامین تطیلی روایت می‌کند که وقتی خبر شورش راعی به سلطان رسید از او پرسید "آیا تو پادشاه یهودیان هستی؟" و او پاسخ داد "بله هستم" و سپس سلطان دستور داد او را به زندان بیفکنند. سه روز بعد سلطان و دستیارانش در حال بحث در مورد چگونگی خنثی کردن شورش او بودند که او به صورت معجزه آسایی در بین آنان پدیدار گشت. سلطان دستور داد او را دستگیر کنند ولیکن او به کمک سحر خود نامریی شد و از قصر فرار کرد. سلطان و خدمتکارانش به دنبال او رفتند تا اینکه او در کنار رودخانه خود را بار دیگر مریی کرد و سپس با کمک شال خود از رودخانه گذشت. در همان روز او در احمدیه پدیدار شد با اینکه این راه به صورت معمول ۱۰ روز طول می‌کشید. سلطان تهدید کرد که در صورتی که راعی تسلیم نشود یهودیان را از دم تیغ خواهد گذراند و یهودیان بغداد به راعی سفارش کردند که خود را تسلیم کند. از موصل نیز سران یهودی مانند زکایی و یوسف الفلاح از او درخواست ترک مسیح بودن کردند. استاندار احمدیه سیف الدین موفق شد او را ترور کرده و شورش او متوقف شد. یهودیان ایران مجبور شدند برای فرونشاندن خشم سلطان مقدار زیادی جزیه بدهند.
منبع اصلی در مورد راعی سفرنامه بنیامین تودلاییست که به عنوان سفرها شناخته می‌شود. در این نسخه از سفرنامه از نوشته‌های سلیمان ابن ورقا استفاده شده است. ابن ورقا گفته است که وقتی از راعی (یا داود بن داود همانگونه که ابن ورقا او را می‌نامد) سؤال شد که ثابت کند مسیح است او گفت "سرم را ببرید و من زنده خواهم ماند". نام دیگری که برای راعی استفاده شده است مناخیم ابن الروحی است.
نخست وزیر انگلستان در قرن ۱۹ بنجامین دیزرائیلی کتابی به نام الراعی در مورد او نوشته است.